# Feuerborniella obscura
Feuerborniella obscura är en tvåvingeart som först beskrevs av Tonnoir 1919.  Feuerborniella obscura ingår i släktet Feuerborniella och familjen fjärilsmyggor. Inga underarter finns listade i Catalogue of Life.